# Loisettea amphictena
Loisettea amphictena is een zeekomkommer uit de familie Cucumariidae.
De wetenschappelijke naam van de soort werd in 1985 gepubliceerd door Francis Rowe & David Pawson.